# Motya araea
Motya araea är en fjärilsart som beskrevs av William Schaus 1911. Motya araea ingår i släktet Motya och familjen trågspinnare. Inga underarter finns listade i Catalogue of Life.